# 建设街道 (广州市)
建设街道，是中华人民共和国广东省广州市越秀区下辖的一个乡镇级行政单位。

## 行政区划
建设街道下辖以下地区：
六马路社区、中马路社区、二马路社区、大马路社区、黄华南社区、黄华塘社区、黄华北社区、旧北园社区和麓湖路社区。

## 建筑物

### 市政中环大厦

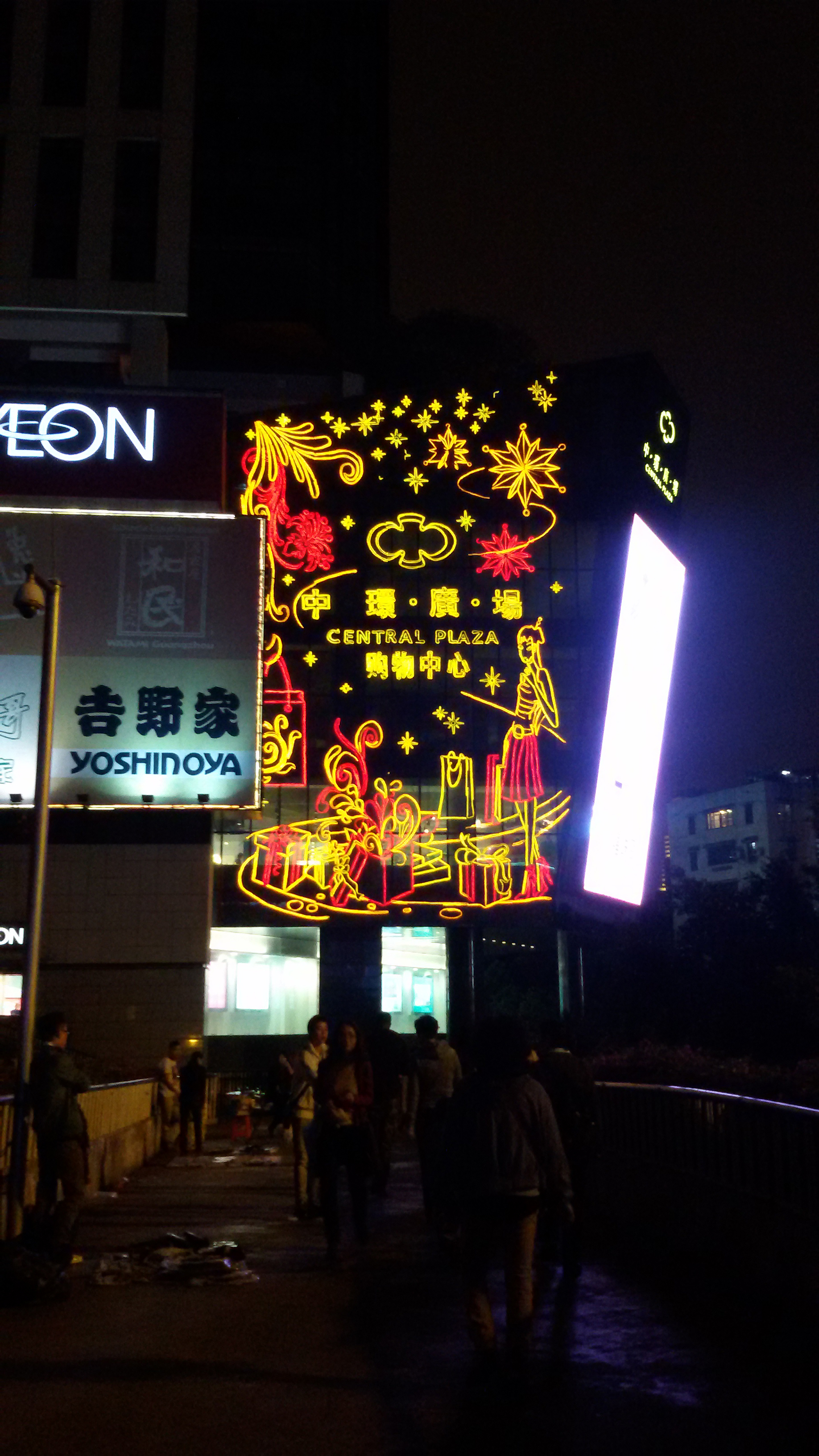
市政中环大厦

市政中环大厦，是建设街道范围内的一座商业综合体，商场部分名为“保利中环广场”，由保利发展控股负责开发，于2011年开业。

### 广州市越秀区建设街道政务服务中心

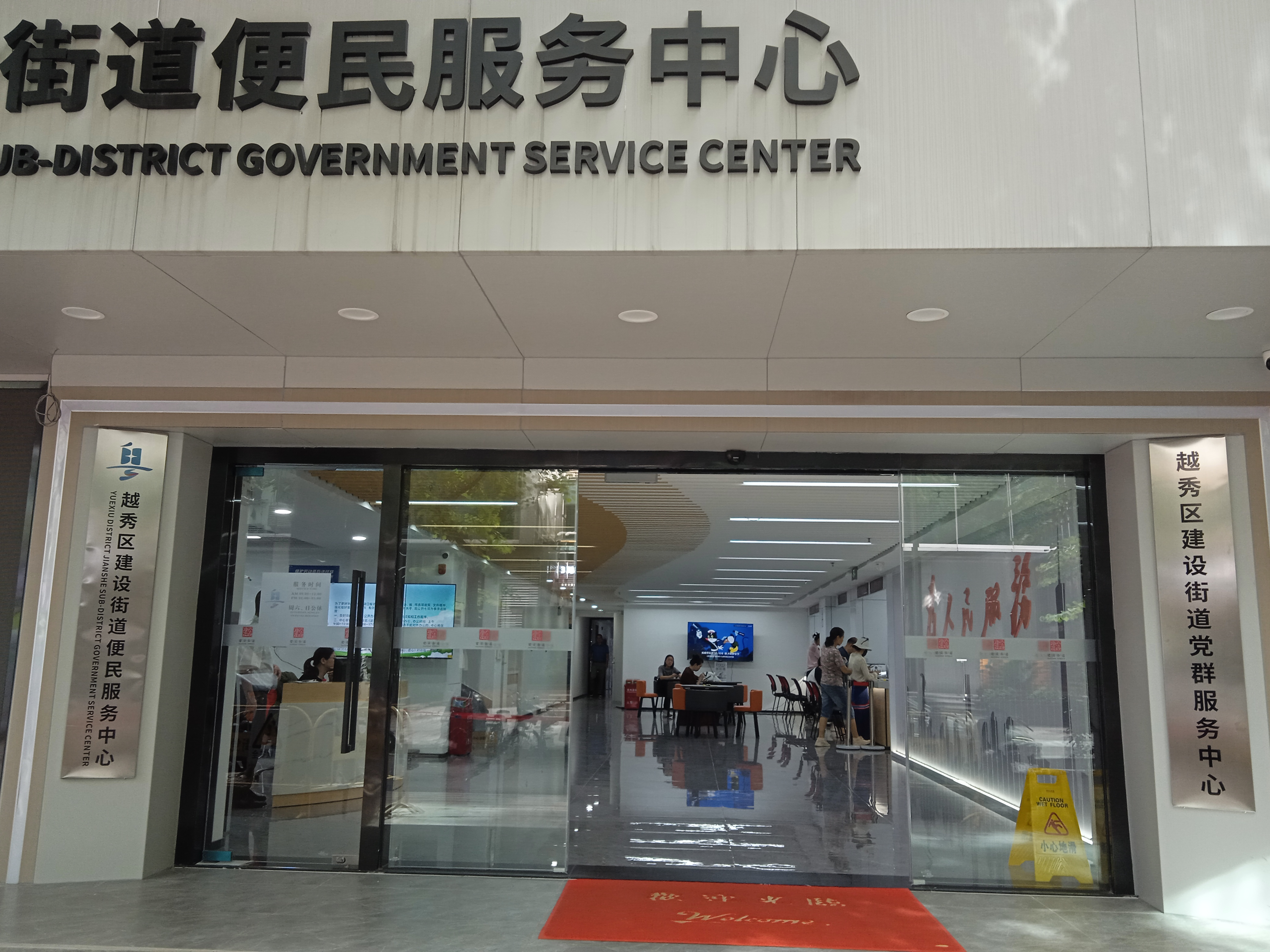
广州市越秀区建设街道政务服务中心

广州市越秀区建设街道政务服务中心（英語：Guangzhou Yuexiu Jianshe Subdistrict Government Affairs Center，广州话拼音：Gwongzausi Yutsaukoi Gincee Gaido Zhingmou Fokmou Zungsum，简称“越秀区建设街政务服务中心”、“建设街政务服务中心”），是广州市越秀区建设街道唯一一个街镇级政务服务场所，位于建设五马路23号（2023年7月17日至2024年4月27日，因内部装修需要，该政务中心曾在建设中马路1号市政中环大厦二楼办公）。